# Haranthus pendiculus
Haranthus pendiculus är en insektsart som beskrevs av Nielson 1975. Haranthus pendiculus ingår i släktet Haranthus och familjen dvärgstritar. Inga underarter finns listade i Catalogue of Life.